# 그리고리스 마코스
그리고리스 마코스(그리스어: Γρηγόρης Μάκος, 1987년 1월 18일, 아티키 주 아테네 ~)는 그리스의 전직 프로 축구 선수로, 현역 시절 수비형 미드필더로 활약했다.

## 클럽 경력

### 파니오니오스
2000년, 마코스는 13세의 나이로 일리우폴리스에서 파니오니오스로 이적했다. 유소년부에서 인상적인 활약을 펼친 그는 2003년에 그리스 국가대표팀에 차출되어 2004년 5월 23일에 프로오데프티키와의 연습 경기에 출전했다. 2005년 10월 1일, 마코스는 레바디아코스전에서 파니오니오스 소속으로 1호골을 기록했다. 2007년 12월 20일에는 보르도를 상대로 유럽대항전 첫 골을 기록하기도 했다. 2006년에는 19세의 나이에 주장으로 선임되었다. 그는 파니오니오스에서 불과 21세의 젊은 나이로 100번의 경기에 출전하는 금자탑을 세웠고, 소속 구단은 2년 연속 리그를 5위로 마쳤다. 그는 인상적인 활약으로 그리스의 "3대 구단"은 물론 해외 구단의 제의도 받았다. 결국 마코스의 행선지는 AEK로 최종 결정되었다.

### AEK
2009년 6월 24일, AEK는 파니오니오스에서 €800,000에 마코스를 영입했고, 아테네 연고 구단은 선수와 5년 계약을 맺었다. 이적 직후 마코스는 "제가 이곳에 오기로 한 가장 큰 이유는 두샨 바예비치의 존재감 때문입니다"라고 밝혔다. 7월 6일, 마코스는 AEK에서도 계속해서 등번호 14번 유니폼을 입을 것으로 결정되었는데, 그는 유소년부 시절부터 등번호 14번의 유니폼을 입었었다.
8월 20일, 마코스는 바슬루이와의 유로파리그 경기에서 AEK 신고식을 치렀다. 마코스는 8월 30일에 1-0으로 이긴 아트로미토스와의 원정 경기에서 리그 첫 경기를 치렀다. 신통치 않은 개막전 일정과 시즌 초 활약으로 마코스는 주전에서 후보로 밀려났다. 그는 AEK 1년차에 총 28번의 경기에 출전했는데, 이 중 21번을 리그에서, 1번을 컵대회에서, 그리고 6번을 유럽대항전에서 기록했다.
마코스는 2010-11 시즌 초에 보다 나은 활약을 펼쳤다.그는 던디 유나이티드와의 유로파리그 플레이오프 원정 경기 승리를 견인했고, 개막전 친선경기에서도 선전했다. 마코스는 정규 시즌에도 좋은 활약을 이어나갔는데, AEK 주전으로 입지를 다졌고, 열정적이고 지치지 않는 활약상으로 AEK 지지자들의 박수를 받았다. 그러나, 이 시즌은 소속 구단의 기대 이하 성적으로 평가절하되었으나, 마코스만큼은 AEK 지지자들의 비난의 대상이 되지 않았다. 마코스는 2년차에 들어 AEK에서 보다 나은 활약을 펼쳤지만, 대체적으로 평범했다는 평가를 받았다. 이 시즌에 마코스는 처음으로 주요 대회 우승을 거두었는데, AEK는 2010-11 시즌 그리스 컵 정상에 올랐다.
마코스는 AEK에서의 3년차도 훌륭히 시작했는데, 2011년 9월 18일 에르고텔리스와의 AEK 시즌 개막에서 자신의 1호골로 1-0 승리를 견인했다. 그는 인상적인 활약에 힘입어 그리스 국가대표팀 주전으로 거듭나 이스라엘, 루마니아, 크로아티아, 그리고 라트비아전에 출전하면서, 2010년 월드컵 최종 명단 제외 후 다시 일어나 유로 2012 최종 명단에 오를 확률을 올렸다. 2012년 5월 8일, 마코스는 파나티나이코스와의 수페르리가 엘라다 플레이오프전에서 AEK의 추가골을 기록해 안방에서 숙적을 상대로 2-0 승리를 거두는 데 일조했다. AEK에서의 3년차에, 마코스는 총 34번의 경기에 출전했고, 리그에서 28번, 컵대회에서 1번, 유럽대항전에서 5경기 출전했다.

### 1860 뮌헨
2012년 7월 9일, 마코스는 독일의 1860 뮌헨과 2년 계약을 맺었는데, 이적료는 €465,000 정도로 책정되었다. 독일 구단은 웹사이트로 그의 이적을 발표했고, 이적 당시의 재정 사항도 짚었다. AEK는 예정대로 €465,000을 받을 예정이었다. 그러나, 마코스는 이 중 €165,000를 전 시즌 시작부터 체불된 금액을 포함하여 받게 되었다. 25세의 마코스는 화요일 입단식에서 언론에 공개되었고, 2. 분데스리가 구단은 직전 달부터 돌던 마코스의 1860 뮌헨 이적설에 종지부를 찍었다. 독일 구단은 그리스 국가대표 마코스가 파니오니오스에서 활약하던 시절부터 이적에 관심을 보였다. 1860 뮌헨도 재정이 빠듯한 구단이었기에, 2009년 여름에 마코스를 독일 무대로 불러오려 했지만, 그의 영입전 최종 승자는 AEK가 되었었다.
마코스는 1860 뮌헨에서 AEK의 전 동료였던 이스마엘 블랑코와 재회했다. 그는 등번호 21번을 받았다. 그는 2. 분데스리가에서 11경기에 출전해 0골을 기록했다.

### 아노르토시스
2013년 7월 5일, 그리고리스 마코스는 아노르토시스와 2년 계약을 맺었다. 키프로스 언론에 따르면, 마코스는 아노르토시스와 연간 €100,000의 구두 합의를 본 것으로 밝혀졌지만, 두 구단 간의 합의가 마무리되어야 유효했다. 아노르토시스는 유로파리그 2차 예선전부터 참가할 예정이었다. 마코스는 2년 계약을 맺고 입단하며 트라야노스 델라스에 이후로는 2008년에 키프로스 정상에 올라 챔피언스리그 무대를 밟은 후 구단에 입단한 첫 그리스 국가대표 선수가 되었다. "전 신임 감독과 함께할 수 있어 자신감이 넘치는 제게는 절호의 기회입니다."라고 구단 공식 웹사이트로 소감을 밝혔다. "그[흐리스타키스 카시아노스 감독]는 절 진심으로 신뢰합니다. 저는 여기서 최고로서 다시 일어서리라 믿습니다. 저는 최선을 다해 유로파리그 선전을 도울 것이며, 그리스 국가대표팀에서 제 자리를 되찾을 것입니다"라고 포부를 밝혔다. 2015년 5월 16일, 그는 3-1로 이긴 아폴론 리마솔과의 키프로스 1부 리그 안방 경기에서 첫 골을 넣어 3-1 승리에 일조했다. 구단 수뇌부는 정식적으로 제안하여 그를 잔류시키려 했지만, 이는 무산되었다.

### 파네톨리코스
2015년 7월 3일, 마코스는 파네톨리코스와 2년 계약을 맺었다. 그는 시작부터 중원의 기둥으로 자리잡았다. 2016년 12월 3일, 그는 1-1로 비긴 베리아전에서 파네톨리코스 1호골을 기록했다. 2017년 1월 18일, 아그리니오에서의 경기에서 인상적인 활약을 펼치면서 파네톨리코스는 AEK를 상대로 3-2로 이겼는데, 전 국가대표 수비형 미드필더가 친정 구단을 상대로 현역 무대를 밟고는 처음으로 한 경기에 2골을 기록했다. 2016-17 시즌이 끝나면서, 그는 구단과 계약 연장에 합의를 보았다.

### 트리칼라
2018년 1월 14일, 6개월 동안 소속 구단 없이 보내던 마코스는 그리스 풋볼 리그의 트리칼라와 계약했다.

### 칼리테아
마코스는 2018년 9월 21일에 감마 에트니키의 칼리테아에 입단했다. 2019년 1월 30일, 마코스는 구단을 떠난 것으로 발표되었다.

### 칼라마타
마코스는 6개월 동안 소속 구단 없이 보냈고, 이후 감마 에트니키의 칼라마타로 2019년 7월 15일에 비공개 이적료로 입단했다.

## 국가대표팀

### 그리스 U-21
파니오니오스에서 주전 지위를 확보하고 주장이 된 마코스는 그리그 U-21 국가대표팀에 차출되었고, 얼마 지나지 않아 주장 완장을 찼다. U-21 국가대표팀에서 17경기 출전한 그는 오토 레하겔 감독의 부름을 받아 그리스 성인 국가대표팀에도 차출되었다.

### 그리스

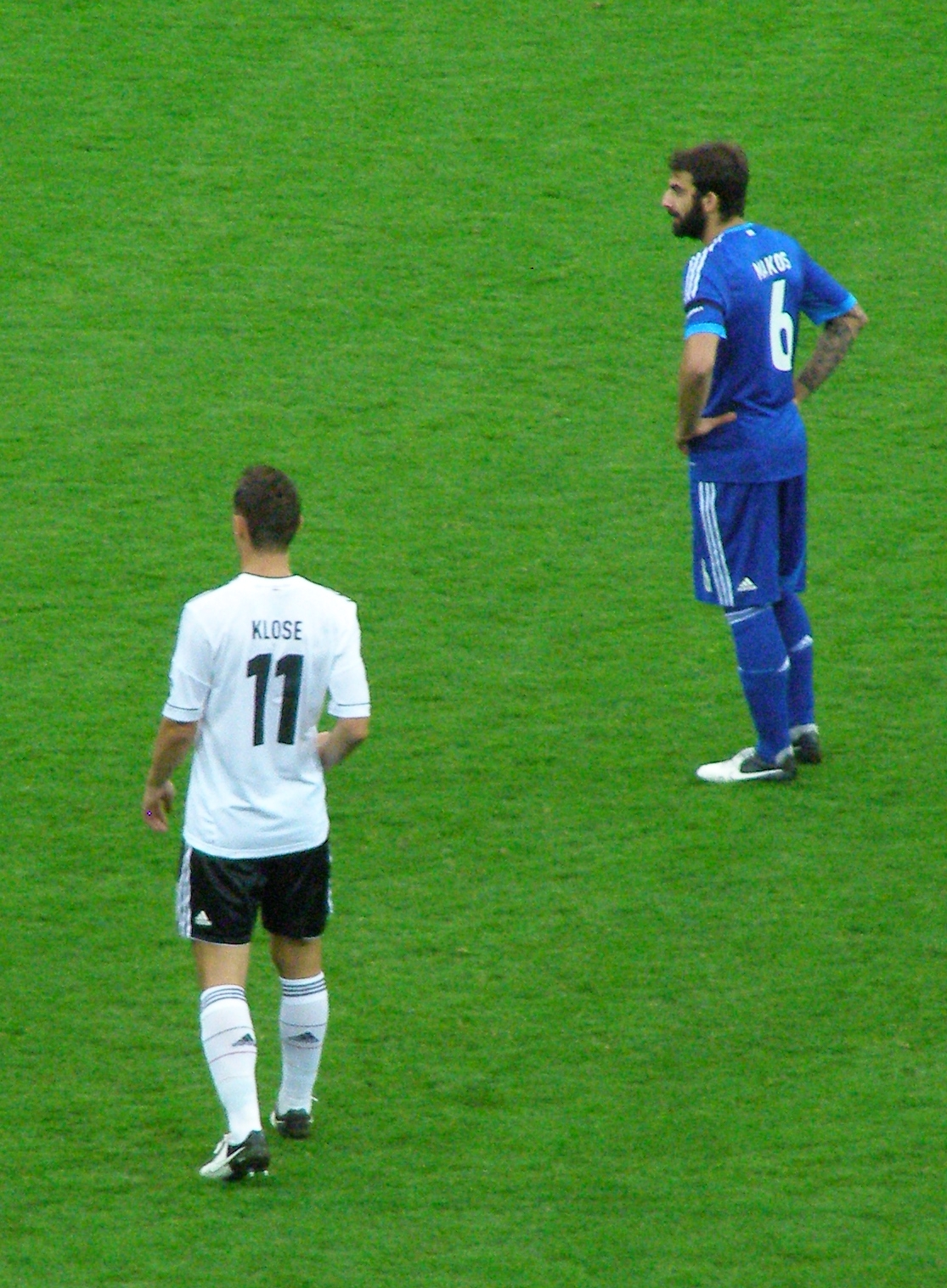
유로 2012에서 독일의 미로슬라프 클로제 옆에 선 그리스 국가대표팀의 마코스

마코스는 2008년 2월 1일에 그리스 국가대표팀에 차출되어 2008년 2월 5일에 체코와의 친선경기에서 첫 경기를 치렀고, 2008년 5월 19일에는 키프로스와의 경기에서 2번째 국가대표팀 경기에 출전했다. 11월 9일, 마코스는 2010년 월드컵 예선전에서 우크라이나와 플레이오프전을 치렀지만, 마코스는 두 차례의 경기에 모두 결장했다. 2월 28일, 마코스는 세네갈과의 월드컵 대비 친선경기에 차출되었고, 후반전에 교체로 들어가 1여 년 만에 처음으로 국가대표팀 경기를 출전했지만, 마코스는 5월 11일에 레하겔의 2010년 월드컵 30인 예비 명단에 들고도 23인 최종 명단에서 제외되었다.
그는 페르난두 산투스 감독이 그리스 국가대표팀 후임 감독으로 취임해 유로 2012 후반기에 주전 선수로 거듭났다. 2012년 5월 19일, 마코스는 폴란드와 우크라이나에서 열리는 유로 2012 최종 그리스 선수단 명단에 이름을 올렸고, 러시아와의 유로 2012 조별 리그 최종전 경기에서 주장 요르고스 카라구니스와 24분에 교체되어 들어갔고, 그는 러시아의 파상공세를 막아내며 그리스에 1-0 승리와 조 2위 자리를 선사했고, 뒤이어 8강전에서 독일을 상대하게 되었다. 마코스는 대회 8강전에서 대회 2호 출전을 기록했지만, 그리스는 독일을 넘지 못하고 탈락했다.

## 경력 통계

### 클럽
2018년 5월 25일 기준
| 구단      | 구단         | 구단              | 리그              | 리그              | 컵          | 컵          | 대륙                 | 대륙                 | 합계 | 합계 |
| 시즌      | 구단         | 리그명            | 출장              | 골                | 출장        | 골          | 출장                 | 골                   | 출장 | 골   |
| 그리스    | 그리스       | 그리스            | 리그              | 리그              | 그리스 컵   | 그리스 컵   | 유럽 축구 연맹\|유럽 | 유럽 축구 연맹\|유럽 | 합계 | 합계 |
| --------- | ------------ | ----------------- | ----------------- | ----------------- | ----------- | ----------- | -------------------- | -------------------- | ---- | ---- |
| 2003–04   | 파니오니오스 | 수페르리가 엘라다 | 1                 | 0                 | 0           | 0           | 0                    | 0                    | 1    | 0    |
| 2004–05   | 파니오니오스 | 수페르리가 엘라다 | 24                | 0                 | 4           | 0           | 4                    | 0                    | 32   | 0    |
| 2005–06   | 파니오니오스 | 수페르리가 엘라다 | 23                | 3                 | 2           | 0           | 0                    | 0                    | 25   | 3    |
| 2006–07   | 파니오니오스 | 수페르리가 엘라다 | 27                | 1                 | 2           | 0           | 0                    | 0                    | 29   | 1    |
| 2007–08   | 파니오니오스 | 수페르리가 엘라다 | 27                | 0                 | 2           | 0           | 5                    | 1                    | 34   | 1    |
| 2008–09   | 파니오니오스 | 수페르리가 엘라다 | 28                | 1                 | 4           | 0           | 3                    | 0                    | 35   | 1    |
| 2009–10   | AEK          | 수페르리가 엘라다 | 21                | 0                 | 1           | 0           | 6                    | 0                    | 28   | 0    |
| 2010–11   | AEK          | 수페르리가 엘라다 | 26                | 0                 | 7           | 0           | 7                    | 0                    | 40   | 0    |
| 2011–12   | AEK          | 수페르리가 엘라다 | 28                | 2                 | 1           | 0           | 5                    | 0                    | 34   | 2    |
| 독일      | 독일         | 독일              | 리그              | 리그              | DFB-포칼    | DFB-포칼    | 유럽 축구 연맹       | 유럽 축구 연맹       | 합계 | 합계 |
| 2012–13   | 1860 뮌헨    | 2. 분데스리가     | 11                | 0                 | 1           | 0           | 0                    | 0                    | 12   | 0    |
| 키프로스  | 키프로스     | 키프로스          | 키프로스 1부 리그 | 키프로스 1부 리그 | 키프로스 컵 | 키프로스 컵 | 유럽 축구 연맹       | 유럽 축구 연맹       | 합계 | 합계 |
| 2013–14   | 아노르토시스 | 키프로스 1부 리그 | 24                | 0                 | 2           | 0           | 2                    | 0                    | 28   | 0    |
| 2014–15   | 아노르토시스 | 키프로스 1부 리그 | 27                | 1                 | 3           | 0           | 0                    | 0                    | 30   | 1    |
| 그리스    | 그리스       | 그리스            | 리그              | 리그              | 그리스 컵   | 그리스 컵   | 유럽 축구 연맹\|유럽 | 유럽 축구 연맹\|유럽 | 합계 | 합계 |
| 2015–16   | 파네톨리코스 | 수페르리가 엘라다 | 28                | 0                 | 1           | 0           | 0                    | 0                    | 29   | 0    |
| 2016–17   | 파네톨리코스 | 수페르리가 엘라다 | 24                | 3                 | 3           | 0           | 0                    | 0                    | 27   | 3    |
| 2017–18   | 트리칼라     | 풋볼 리그         | 19                | 0                 | 0           | 0           | 0                    | 0                    | 19   | 0    |
| 경력 합계 | 경력 합계    | 경력 합계         | 338               | 11                | 33          | 0           | 32                   | 1                    | 403  | 12   |

### 국가대표팀
| 그리스 국가대표팀 | 그리스 국가대표팀 | 그리스 국가대표팀 |
| 연도              | 출장              | 골                |
| ----------------- | ----------------- | ----------------- |
| 2008              | 2                 | 0                 |
| 2010              | 2                 | 0                 |
| 2011              | 6                 | 0                 |
| 2012              | 3                 | 0                 |
| Total             | 13                | 0                 |

2012년 7월 3일 기준 

그리고리스 마코스 - National-Football-Teams.com

## 수상
AEK
- 그리스 컵: 2010-11

2011